# SWAC
Lo SWAC (acronimo per Standards Western Automatic Computer) fu un computer digitale costruito nel 1950 dal National Bureau of Standards a Los Angeles, progettato da Harry Huskey. Come il SEAC, costruito nello stesso periodo, lo SWAC era un computer piccolo e provvisorio, progettato per essere costruito e attivato velocemente mentre l'NBS attendeva la costruzione di elaboratori più potenti (in particolare, il RAYDAC della Raytheon).
La macchina usava 2300 valvole termoioniche, ed aveva una memoria di 256 parole, grazie all'uso di tubi Williams; ogni parola era composta da 37 bit. Aveva soltanto sette operazioni base: somma, sottrazione, moltiplicazione (sia in singola che in doppia precisione), comparazione, estrazione di dati, input ed output.
Quando lo SWAC fu completato nel luglio 1950 era il più veloce computer del mondo; mantenne questa posizione fino all'anno successivo, quando fu attiva la IAS machine. Poteva sommare due numeri e immagazzinare il risultato in 64 microsecondi, mentre la moltiplicazione ne richiedeva 384. Fu usato dall'NBS fino al 1954, quando l'ufficio di Los Angeles fu chiuso, e poi dall'Università della California di Los Angeles fino al 1967 (con alcune modifiche).
Nel 1952, Raphael M. Robinson usò lo SWAC per scoprire cinque numeri primi di Mersenne, i più grandi numeri primi conosciuti all'epoca, con rispettivamente 157, 183, 386, 664 e 687 cifre decimali.